# Vehkasalo (ö i Gustav Adolfs, Jääsjärvi)
Vehkasalo är en ganska stor ö i Finland.   Den ligger i kommunen Gustav Adolfs i den ekonomiska regionen  Lahtis ekonomiska region  och landskapet Päijänne-Tavastland, i den södra delen av landet, 170 km norr om huvudstaden Helsingfors. Ön ligger i sjön Jääsjärvi.